# Serra del Turmell
La serra del Turmell o serra del Mont Turmell és una alineació muntanyosa entre les comarques dels Ports i el Baix Maestrat, al País Valencià. Assoleix la màxima altura en el cim del Turmell (1.274 metres).
Emmarcada en el sector oriental del Sistema Ibèric, la serra dibuixa una corba oberta cap al nord-oest, influenciada per l'alineació de les serralades Costaneres Catalanes. El Turmell s'estén des del terme de Morella, a la dena de la Roca fins a la carretera de Rossell a Vallibona. El Tossal Gros (1.254 m.) corona la part occidental, que enllaça amb l'altre sector (on es localitza el cim del Turmell) a través del pla de Santa Àgueda i la Roqueta Alta (1.200 m.), des d'on es bifurca cap al sud la serra de l'Espadella.
El riu Cervol té les seues fonts a la serra del Turmell. El vessant sud de la serralada és uniformement rocallós, amb poca vegetació.